# It Was Written
| Críticas profissionais | Críticas profissionais |
| Avaliações da crítica  | Avaliações da crítica  |
| Fonte                  | Avaliação              |
| ---------------------- | ---------------------- |
| Allmusic               | [ 1 ]                  |
| Chicago Tribune        | [ 2 ]                  |
| Entertainment Weekly   | A−                     |
| Los Angeles Times      | [ 4 ]                  |
| The New York Times     | (mista)                |
| NME                    | 6/10                   |
| Rolling Stone          | 1996                   |
| Rolling Stone          | 2004                   |
| The Source             | [ 9 ]                  |
| Vibe                   | (favorável)            |

It Was Writen (em português:  Foi Escrito) é o segundo álbum solo do rapper americano Nas, lançado em 2 de Julho de 1996 pela Columbia Records nos Estados Unidos. Depois do número de vendas moderado do seu aclamado álbum de estreia Illmatic (1994), Nas escolheu focar-se em uma direção mais comercial. Primeiramente produzido pelos Trackmasters, foi uma mudança do tom cru e underground de sua estreia para um som mais polido e comercial. O álbum apresenta temas de gangsta e mafioso, e marca a primeira aparição de seu supergrupo The Firm, que incluía os rappers Foxy Brown, AZ e Cormega.
O álbum provou-se ser o lançamento de maior sucesso comercial de Nas, estreando no primeiro lugar da Billboard 200 com 268,000 cópias e chegando a vender mais de 3 milhões de cópias mundialmente, com 2,494,000 só nos EUA. Também anunciou a popularidade de Nas, apesar de seu apelo ter sido prejudicado pelo sucesso de outros álbuns de mafioso rap como Only Built 4 Cuban Linx... (1995) e Reasonable Doubt (1996). Porém, suas mudanças de estilo e aumento de sucesso no mainstream promoveram acusações de se vender dentro da comunidade do hip hop. It Was Written também recebeu críticas mistas por não estar em par com Illmatic, servindo como um exemplo de queda do segundo álbum.

## Faixas
| #   | Título                                                                                             | Duração | Compositores                                                      | Produtor(es)                                                         | Intérprete(s)                                      | Sample(s) |
| --- | -------------------------------------------------------------------------------------------------- | ------- | ----------------------------------------------------------------- | -------------------------------------------------------------------- | -------------------------------------------------- | --- |
| 1   | "Album Intro"                                                                                      | 2:24    | N. Jones                                                          | Nas & Trackmasters                                                   | Nas & AZ (não creditado)                           | - Contains sample from "A Change Is Gonna Come" by Sam Cooke - Contains sample from "The Sly, the Slick, and the Wicked" by The Lost Generation                                                                           |
| 2   | "The Message"                                                                                      | 3:54    | N. Jones, S. Barnes                                               | Trackmasters                                                         | Nas                                                | - Contains sample from "Shape of My Heart" by Sting - Contains sample from "Woman" by Neneh Cherry - Contains samples from "NY State Of Mind" by Nas - Contains sample from "Impeach the President" by The Honey Drippers |
| 3   | "Street Dreams"                                                                                    | 4:40    | N. Jones, S. Barnes, A. Lennox, D. Stewart                        | Trackmasters                                                         | Nas                                                | - Contains an interpolation of "Sweet Dreams (Are Made of This)" by Eurythmics - Contains sample from "Never Gonna Stop" by Linda Clifford                                                                                |
| 4   | "I Gave You Power"                                                                                 | 3:52    | N. Jones, C. Martin                                               | DJ Premier                                                           | Nas                                                | - Contains sample from "Theme Bahamas" by Ahmad Jamal |
| 5   | "Watch Dem Niggas"                                                                                 | 4:04    | N. Jones, S. Barnes                                               | Trackmasters                                                         | Nas & Foxy Brown                                   | - Contains sample from "Sponge" by Bob James & Earl Klugh |
| 6   | "Take It in Blood"                                                                                 | 4:48    | N. Jones, R. Walker, C. Horne, J. Pruit, J. Epps, W. Childs       | Live Squad, Lo Ground & Top General Sounds                           | Nas                                                | - Contains sample from "Ease Back" by Ultramagnetic MCs - Contains sample from "Mixed Up Moods & Attitudes" by The Fantastic Four                                                                                         |
| 7   | "Nas Is Coming"                                                                                    | 5:41    | N. Jones, A. Young                                                | Dr. Dre                                                              | Nas & Dr. Dre                                      | - Contains sample from "Synopsis Two: Mother's Day " by 24 Carat Black |
| 8   | "Affirmative Action"                                                                               | 4:19    | N. Jones, I. Marchand, C. McKay, A. Cruz, S. Barnes, J.C. Olivier | Dave Atkinson, Trackmasters                                          | Nas, AZ, Cormega, Foxy Brown, (The Firm)           | - Contains sample from "Hard to Handle" by Etta James |
| 9   | "The Set Up"                                                                                       | 4:01    | N. Jones, K. Muchita                                              | Havoc                                                                | Nas & Havoc                                        | |
| 10  | "Black Girl Lost"                                                                                  | 4:23    | N. Jones, L. Lewis, J. Mtume, Lucas                               | L.E.S., Trackmasters                                                 | Nas & Joel "Jo-Jo" Hailey                          | - Contains sample from "Starlight" by Stephanie Mills |
| 11  | "Suspect"                                                                                          | 4:12    | N. Jones, L. Lewis                                                | L.E.S.                                                               | Nas                                                | - Contains sample from "El Gato Triste" by Chuck Mangione |
| 12  | "Shootouts"                                                                                        | 3:46    | N. Jones, S. Barnes, J.C. Olivier                                 | Trackmasters                                                         | Nas                                                | - Contains sample from "I Wish You Were Here" by Al Green - Contains sample from "Theme from 'The Avengers'" by Laurie Johnson                                                                                            |
| 13  | "Live Nigga Rap"                                                                                   | 3:45    | N. Jones, K. Muchita                                              | Havoc                                                                | Nas & Mobb Deep                                    | |
| 14  | "If I Ruled the World (Imagine That)"                                                              | 4:42    | N. Jones, S. Barnes, J.C. Olivier, K. Walker                      | Trackmasters & Rashad Smith                                          | Nas & Lauryn Hill                                  | - Contains sample from "Friends" by Whodini - Contains an interpolation of "If I Ruled the World" by Kurtis Blow - Contains an interpolation of "Walk Right Up to the Sun" by The Delfonics                               |
| *15 | "Silent Murder" (Versões em CD Japonesas e Européias & Faixa Bônus da Versão em Cassete Americana) | 3:24    | N. Jones, M. H. Browne, B. T. Romeo                               | Live Squad, Lo Ground & Top General Sounds                           | Nas                                                | - Contains sample from "You're Getting a Little Too Smart" by The Detroit Emeralds - Contains sample from "Get a Life" by Soul II Soul                                                                                    |
| *16 | "Affirmative Action St-Denis-Style Remix" (Faixa Bônus da Versão em CD Européia)                   | 4:04    | N. Jones, I. Marchand, A. Cruz, S. Barnes, J.C. Olivier           | Dave Atkinson, Trackmasters, Adapted by Joey Starr & Kool Shen (NTM) | Nas, AZ, Foxy Brown & NTM (Joey Starr & Kool Shen) | |

## Paradas
| Parada (1996)                       | Posição de pico |
| ----------------------------------- | --------------- |
| US Billboard 200                    | 1               |
| US Billboard Top R&B/Hip-Hop Albums | 1               |
| UK Albums Chart                     | 38              |

| Ano  | Single                 | Posições de pico  | Posições de pico                 | Posições de pico | Posições de pico |
| Ano  | Single                 | Billboard Hot 100 | Hot R&B/Hip-Hop Singles & Tracks | Hot Rap Tracks   | UK Singles Chart |
| ---- | ---------------------- | ----------------- | -------------------------------- | ---------------- | ---------------- |
| 1996 | "If I Ruled The World" | 53                | 17                               | 15               | 12               |
| 1996 | "Street Dreams"        | 22                | 18                               | 1                | 12               |

### Procissão e sucessão nas paradas
| Precedido por Load de Metallica | Álbuns número um na Billboard 200 de 1996 20 de Julho – 16 de Agosto de 1996 | Sucedido por Beats, Rhymes and Life de A Tribe Called Quest |